# Staffan Lindberg (journalist)
Staffan Lindberg, född 1972 i Ekerö församling, är en svensk journalist. Han började 2006 som reporter på Aftonbladet, där han bland annat varit utrikesjournalist och grävreporter. Från 2025 arbetar han som granskande journalist på Dagens Nyheter.

## Biografi
Lindberg har tillsammans med David Aronowitsch regisserat dokumentärfilmen Facing Genocide – Khieu Samphan and Pol Pot. Filmen skildrar röda khmer-ledaren Khieu Samphans sista tid i frihet och premiärvisades på Göteborgs filmfestival 2010.  
Hösten 2013 utkom reportageboken Blod är ett billigt pris för frihet. Boken handlar om de folkliga upproren i arabvärlden. Hans bok Mordet på Zaida Catalan utkom 2019.
Lindberg belönades med Schibsted Journalism Award 2011 tillsammans med fotografen Urban Andersson. År 2023 belönades han tillsammans med fotografen Magnus Wennman med Stora Journalistpriset för Årets avslöjande och 2024 med Föreningen Grävande Journalisters pris Guldspaden. Han har även utsetts till Årets klimatjournalist och nominerats till European Press Prize.

### Familj
Staffan Lindberg är gift med journalisten Hanna Lindberg (född 1981).